# Hon.jp
株式会社hon.jp（hon.jp co.）hon.jp Co.,Ltd.）は、電子書籍や出版業界に関連するシステム開発事業を行っていた日本の会社である。本社は、東京都千代田区一ツ橋（登記上も同じ）に所在していた。現在は下記の経緯を経て事業を実質的に継承した同名のNPO法人に移行している。
主な業務は、電子書籍検索サイト「hon.jp」の運営と関連するデータベース設計、広告販売、システム開発など。同社が保有するデータベースは2005年より「hon.jpウェブサービス」として無償でAPI公開されており、国内の多くのポータルサイトがそれを活用されていた（会社廃業により公開終了）。ニュースサイト「hon.jp DayWatch（現・HON.jp News Blog）」で電子書籍業界向けのニュースも定期的に配信していた。

## 沿革
- 2004年（平成16年）3月26日 - インプレスの創業者の塚本慶一郎が中心となり、社内ベンチャー『株式会社リーディングスタイル』を設立。
- 2006年（平成18年）3月31日 - 事業会社化に伴い、社名を現行の『株式会社hon.jp』（初代法人）に変更。
- 2006年（平成18年）6月 - 副社長の落合早苗が代表取締役社長に着任。塚本慶一郎は会長に。
- 2009年（平成21年）5月 - 独立買収を仕掛けた現経営陣が隣の新宿区に設立した新会社（2代目法人、社名は同じ）に事業すべてを譲渡、債務ゼロの完全独立会社に移行。以後、データベース資産の超長期運用を最優先するため、筆頭株主2名を中心に欧米風パートナーシップ制に近いかたちで経営が行なわる[要出典]。
- 2011年（平成23年）5月 - 東京都千代田区一ツ橋に移転し、登記住所も同住所に移転。
- 2015年（平成27年）6月 - 非データベース系の事業（コンサルティング／マーケティング等事業）を、新設会社O2O Book Biz（オーツーオーブックビズ）株式会社へ承継。代表取締役社長の落合早苗が退任し、塩崎泰三が代表取締役に昇格した。
- 2016年（平成28年）10月 - 塩崎泰三の新パートナーとして技術顧問の藤井正尚が昇格・就任。
- 2017年（平成29年）10月1日 - 代表取締役社長の塩崎泰三、急逝[1][2]。その後は前社長の落合早苗と最高技術責任者（CTO）の藤井正尚により運営。
- 2017年（平成29年）12月12日 - hon.jpのサイト閉鎖と会社の廃業を一旦発表する[1][2]。
- 2018年（平成30年）1月30日 - 株式会社hon.jp、特定非営利法人日本独立作家同盟と事業継承について交渉中であることを発表[3][4]。
- 2018年（平成30年）1月31日 - hon.jpが運営してきた全サイトは予定通り一旦閉鎖。
- 2018年（平成30年）3月15日 - hon.jpと日本独立作家同盟、ニュースブログ事業「hon.jp DayWatch」の事業譲渡契約を締結[5]。
- 2018年（平成30年）10月1日 - 日本独立作家同盟、「hon.jp DayWatch」の後継サイト「HON.jp News Blog」を3ヶ月間のベータ運用を経て、正式に運用開始[6]。
- 2019年4月（平成31年）特定非営利活動法人（NPO法人）日本独立作家同盟、NPO法人HON.jpに名称変更。